# 陳陸 (宋朝)
陳陸（？年—？年），宋朝政治人物。

## 生平
北宋宣和間任鄰山縣縣尉，姦黠弄法，為汪叔詹（北宋崇寧五年進士）舉劾罷官。
南宋時曾在鄰山縣擔任官吏。